# Jitchū
Jitchū (実忠)
(?-824) est un moine bouddhique japonais de la secte Kegon, élève de Rōben. À la fin de sa vie, Jitchū supervise l'agrandissement du temple Tōdai-ji et y introduit une liturgie et des rituels toujours observés de nos jours. La plus remarquable de ces cérémonies est la cérémonie de repentance shuni-e établie par Jitchū à la demande de l'impératrice Kōmyō, épouse de l'empereur Shōmu, qui espérait guérir l'empereur malade.

## Sources
- Mikael Adolphson, Heian Japan, Centers And Peripheries, University of Hawaii Press, 2007, 450 p. (ISBN 978-0-8248-3013-7 et 0-8248-3013-X, lire en ligne), p. 162